# Mahoré
Mahoré ili Grande Terre je otok u Indijskom oceanu koji se nalazi na sjevernom ulazu u Mozambički kanal. Ovaj otok koji je geografski dio Komorskog otočja zajedno s drugim otocima i otočićima, od kojih je po značajnosti važno spomenuti Pamanzi ili Petite Terre, tvori francuski prekomorski posjed Mayotte. Mahoré je najveći i najnapučeniji otok Mayottea.